# Jean Lanzi
Jean Lanzi (Niza, Francia; 11 de abril de 1934-Montpellier, Francia; 9 de octubre de 2018) fue un periodista y presentador de televisión francés.

## Biografía y carrera
Debutó en la década de 1960 en France Inter, como reportero y presentador del programa informativo Inter Actualités. En 1966, fue copresentador (junto a Jean Farran) del programa Face à face en la ORTF, como un debate entre políticos y periodistas, con invitados como Guy Mollet, Valéry Giscard d'Estaing y Georges Pompidou. En 1967 presentó el noticiero Vingt quatre heures sur la Deux, en "el segundo canal" de la ORTF.
En 1975, se convierte en el presentador del noticiero central de Antenne 2, emitido a las 20 horas, hasta 1977. En este tiempo, comparte con otros periodistas como Patrick Lecocq, Patrick Poivre d'Arvor y Jean Pierre Elkabbach.
En 1982, fue el copresentador (junto a Philippe de Dieuleveult) del programa de concursos La Chasse aux Trésors, emitido por Antenne 2. Sin embargo, al sexto episodio de la temporada 1982 de este programa, es reemplazado por Didier Lecat. Entre julio de 1983 y junio de 1987 fue el director del área de prensa de TF1, además de presentar el programa de debate político 7 sur 7 junto a Anne Sinclair, también en TF1, renunciando en 1987 debido a la privatización de este canal.
En 1996, volvió a las pantallas para presentar el programa de reportajes Comment ça va?, emitido por France 3. Además, fue miembro del Consejo Económico y Social de Francia, entre 1998 y 2000.